# نملاوية براسية
نملاوية براسية (الاسم العلمي:Myrmecodia brassii) هي نوع من النباتات يتبع جنس النملاوية من الفصيلة الفوية.